# Riolita de feldespat alcalí

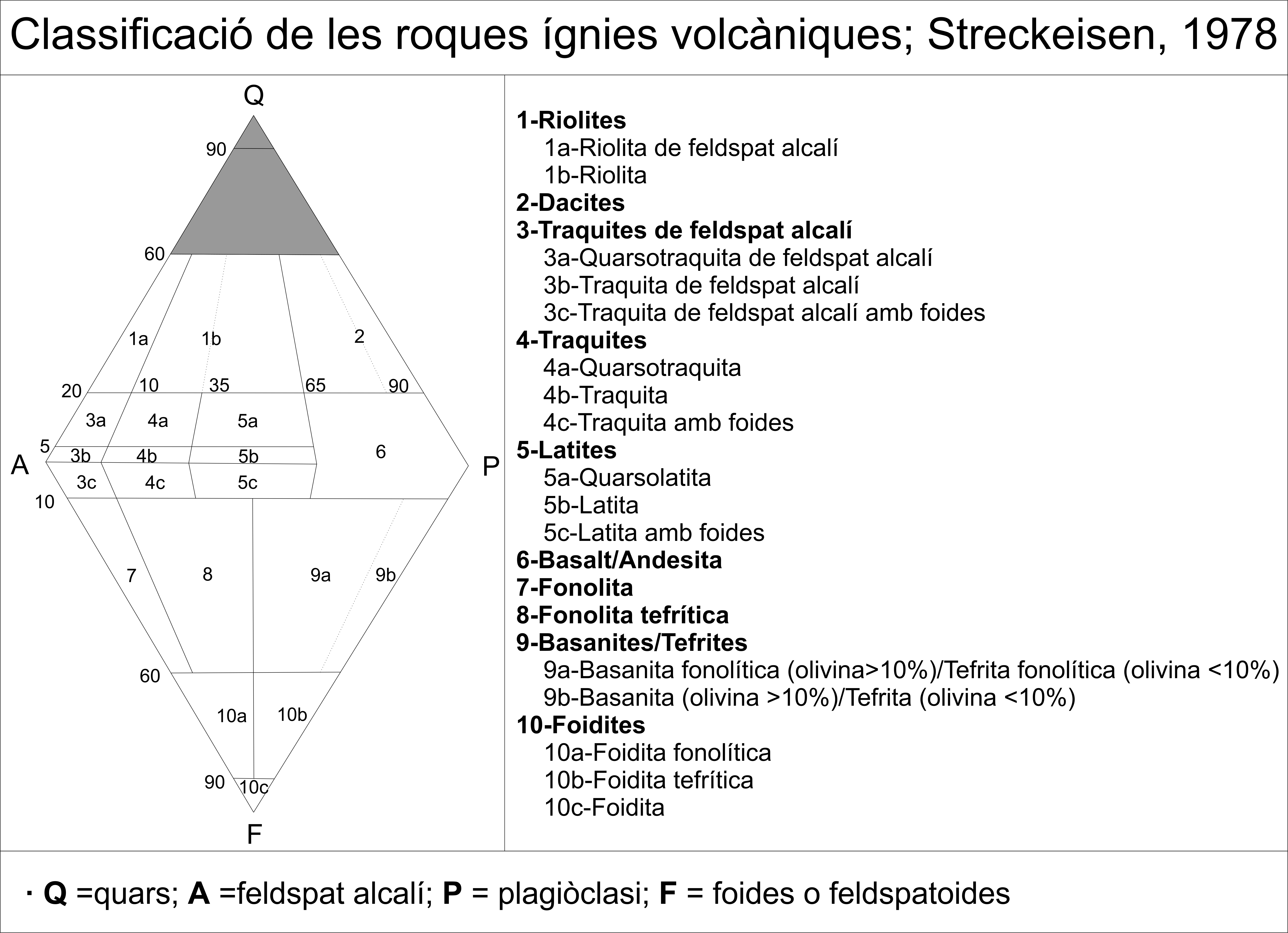
Classificació de les roques ígnies volcàniques segons Streckeisen 1978. La riolita de feldespat es troba al lloc 1a.

La riolita de feldespat alcalí és una roca volcànica (extrusiva) riolítica formada a conseqüència del refredament ràpid d'una lava en contacte amb l'atmosfera terrestre. La riolita de feldespat alcalí conté entre un 20 i un 60 per cent de quars; el ràtio de la plagiòclasi respecte al feldespat total és menys de 0,1. En el diagrama QAPF proposat per Streckeisen sol ocupar el camp número 2.